# Akihabara

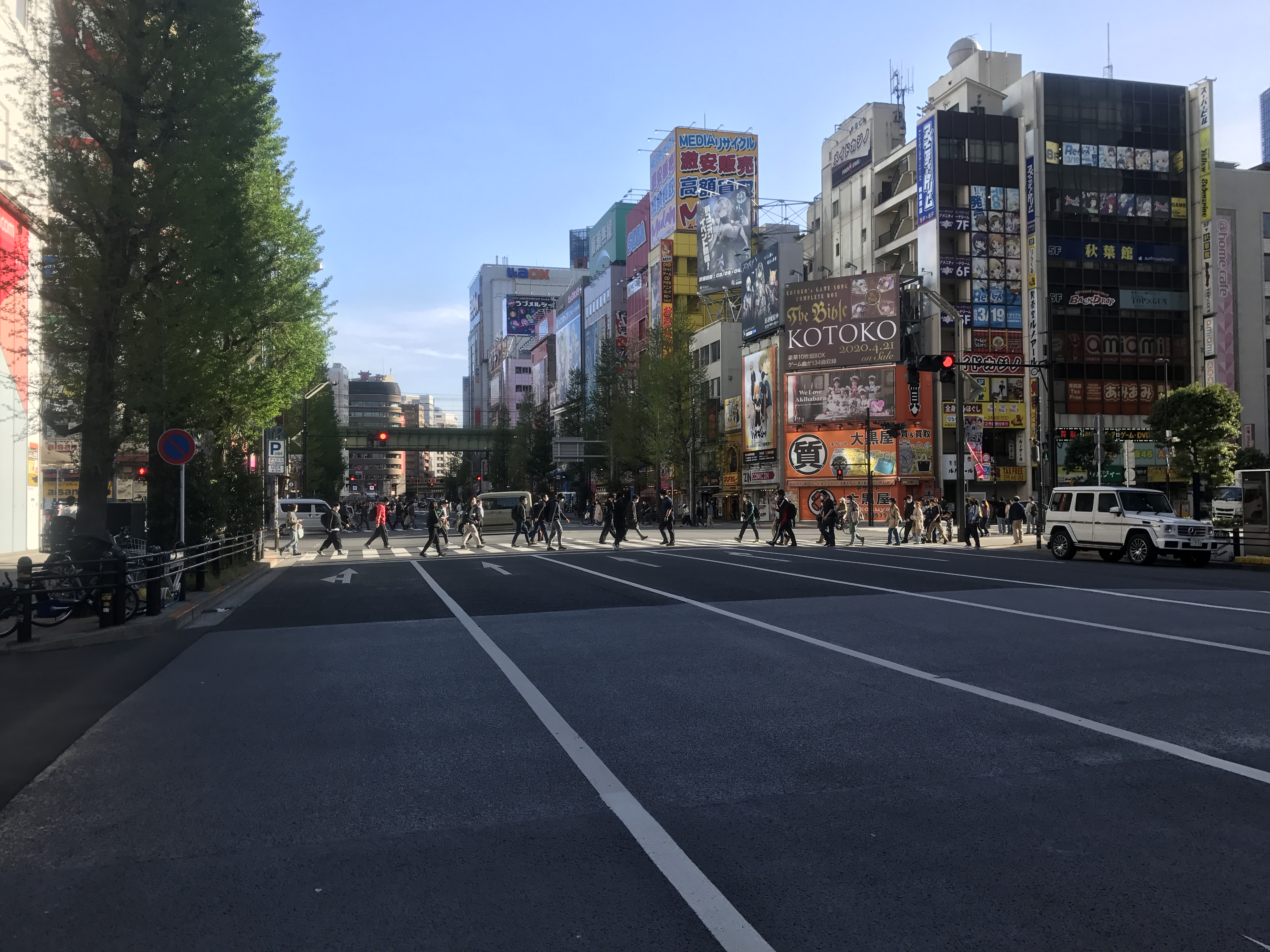
Akihabara 2020-ben

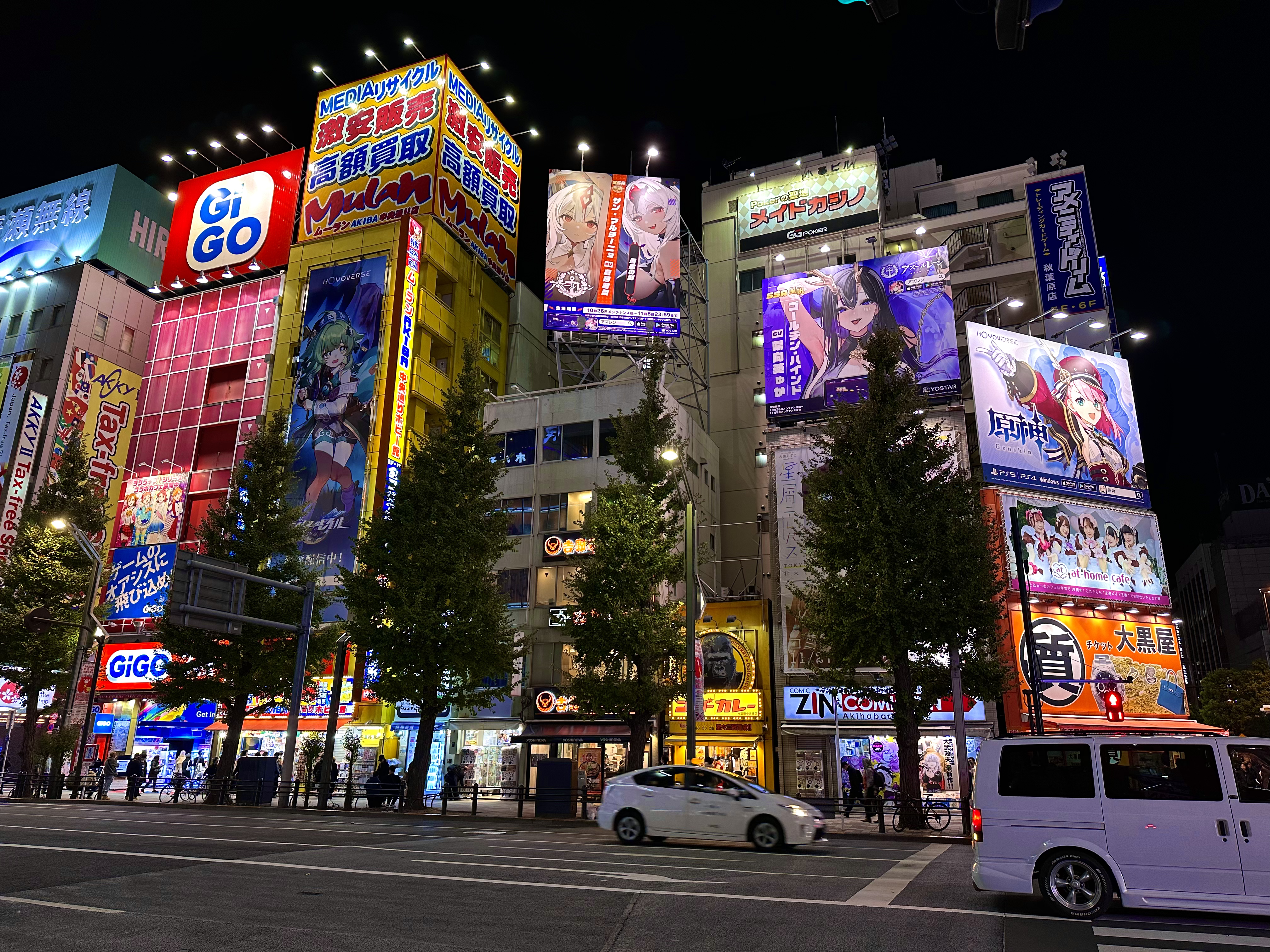
Akihabara éjjel

Akihabara (秋葉原) Tokió Csijoda városkerületének egy negyede Japánban. Az Akihabara név az Akibagahara (秋葉が原 „őszi levél mező”) rövidítése, amely Akiba tűzisten és egy helyi, a további tűzvésztől megóvó  szentély nevéből származik, amelyet azután építettek, hogy a területet 1869-ben felperzselte az akkoriban gyakori tüzek egyike.
Becenevét, az Akihabara Elektromos Várost (秋葉原電気街) röviddel a második világháború után nyerte el, amikor is háztartási elektronikus eszközök terjedelmes bevásárlóközpontjává, és a háború utáni feketepiaccá nőtte ki magát. Napjainkban Akihabara az úgynevezett otakuk kulturális központja, és bevásárló negyede a számítástechnikai eszközöknek, videójátékoknak, animéknek és mangáknak. A boltok kirakatában a népszerű anime és manga ikonok tűnnek a vásárló szemébe, és az egész negyeden belül számos ún. maid café található. Egyesek negatív véleménnyel vannak Akihabaráról és az otaku kultúráról, elsősorban az animékben és mangákban fellelhető férfiorientált ábrázolások miatt.

## Földrajza
Akihabara központi területe és egyben legtöbb üzlete egy, az állomástól nyugatra eső utcában található. Az elektronikai eszközöket forgalmazó boltok többsége az állomástól nyugatra, míg az anime- és mangaboltok, valamint a cosplay éttermek és kávéházak északra találhatóak.

## Történelme
A mai Akihabaraként ismert terület egykor Edo egyik városkapuja közelében helyezkedett el, és átjáróként szolgált a város és Északnyugat-Japán között. Ezzel a régió számos mesterember, kereskedő, valamint néhány alacsony rangú szamuráj otthonává vált. A gyakori tokiói tűzvészek egyike 1869-ben felperzselte a területet, és az emberek úgy döntöttek, hogy a területen lévő épületeket egy Csinkasa nevű szentéllyel helyettesítik, abbéli kísérletükben, hogy elejét vegyék a jövőbeni tüzek terjedésének. A helyiek a szentélyt Akiba istenségről nevezték el, aki képes volt irányítani a tüzet, és a terület, amely körülvette a szentélyt, Akibagaharaként, később pedig Akihabaraként lett ismert.

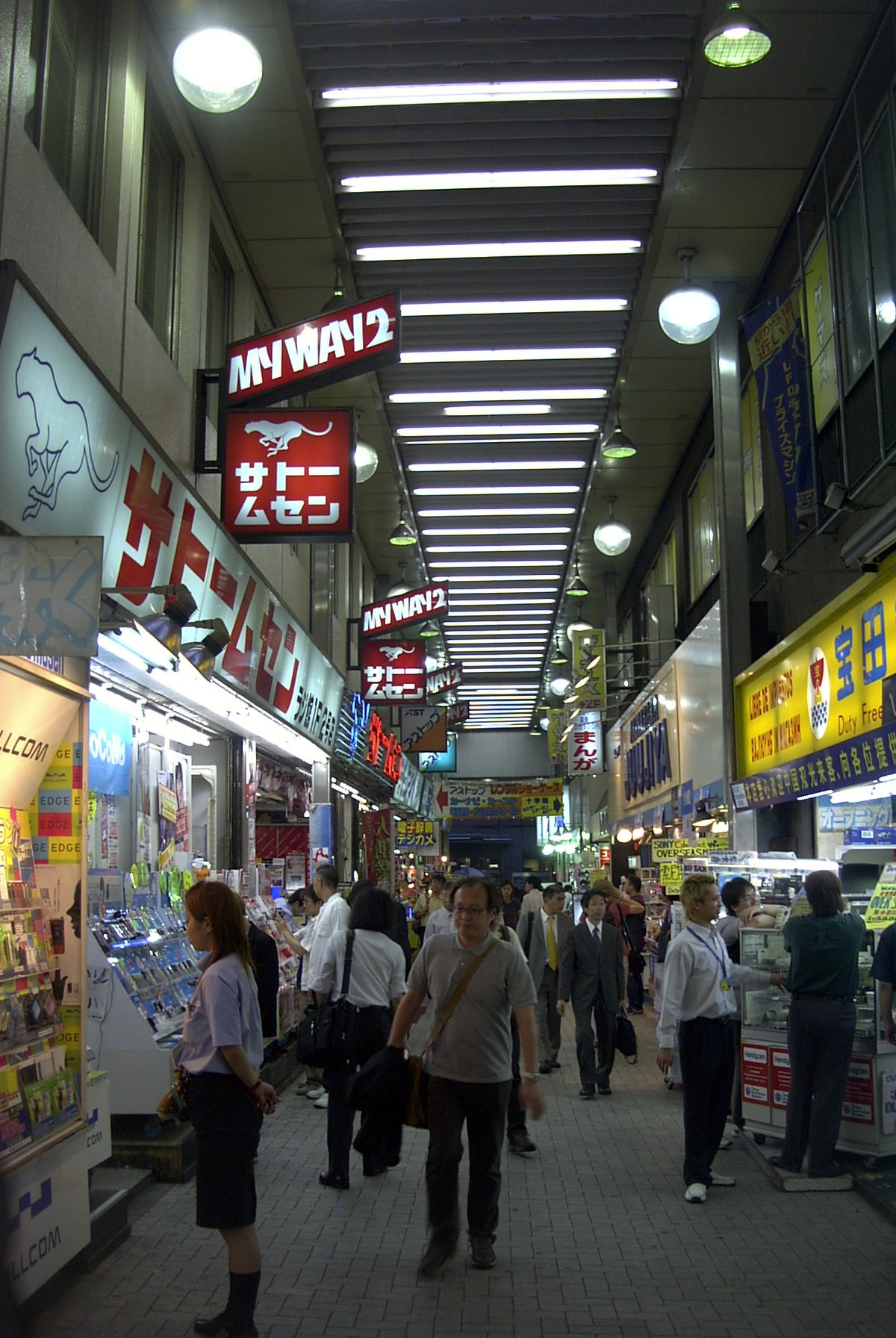
A boltok között

1890-ben Akihabara jelentős árukereskedelmi ponttá vált, amely lehetővé tette, hogy a negyedben zöldség- és gyümölcspiac létesüljön. Az 1920-as években egyre több ember szállingózott a negyedbe a tömegközlekedés megnyitásával, majd a 2. világháborút követően az erős kormányhatalom jelenlétének hiányában a feketepiac virágzott. Akihabara központi hatalomról való leválása következtében a negyed kereskedővárossá nőtte ki magát, és kitűnő atmoszférát nyújtott a vállalkozó szellemű embereknek. Az 1930-as években ez a klíma Akihabarát egy jövőorientált kereskedelmi régióvá tette, amely olyan háztartási elektronikus készülékekre specializálódott, mint például a mosógép, a hűtőszekrény, a televízió vagy a magnó, kiérdemelve ezzel becenevét: „Elektromos Város”.
Ahogy a háztartási elektromos eszközök kezdték elveszteni futurisztikus vonzerejüket az 1980-as évek környékén, Akihabara boltjai a személyi számítógépek felé fordították a figyelmüket, amelyeket akkoriban csupán szakemberek használtak, vagy azok, akik hobbiból érdeklődtek a gépek iránt. Ez a fajta új specializáció új típusú fogyasztókat vonzott be a számítógép-virtuózok vagy otakuk személyében. Az akihabarai piac természetesen azonnal ráhangolódott az új vásárlói bázisra, amely a mangára, animére és videójátékokra fókuszált. Az otakuk és Akihabara közötti kapcsolat máig megmaradt és továbbfejlődött egészen addig, míg a régió világhírűvé nem vált mint az otaku kultúra központja, mi több, a legtöbb otaku Akihabarát szent helyként tartja számon.

## Otaku kultúra

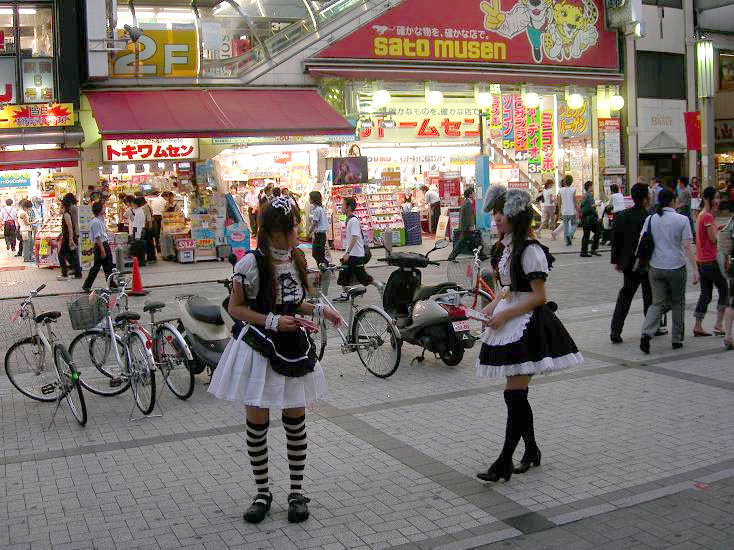
Kávézót népszerűsítő maidek

Az otaku kultúra befolyása Akihabara boltjait és épületeit is formálja, olyanképp, hogy az tükrözi vásárlóik érdeklődési körét, jellegzetes képi világával hírnévre tett szert az egész világon. Akihabara törekszik arra, hogy az animék és videójátékok világában megszokott, ahhoz minél inkább hasonló környezetet teremtsen fogyasztói számára. Akihabara utcáit ellepik az anime és manga ikonok, és cosplayesek osztogatnak szórólapokat a járdaszélen, leginkább maid cafékhoz.
A premierek, különleges alkalmak és találkozók Akihabarában gyakorta adnak lehetőséget a manga- és animerajongóknak találkozni kedvenc műveik alkotóival, ezáltal megerősítve a kapcsolatot a régió és az otaku kultúra között. Még az épületek szerkezete, megjelenése is azt a célt szolgálja, hogy az otakukat vonzó atmoszférát alkosson. Az építészek úgy tervezik meg az üzletek ablakait és ajtóit, hogy azok átlátszatlanok legyenek és zártak, tükrözve az otakuk alapvető vágyát arra, hogy inkább az anime világokban éljenek, semmint hogy kitárják a világ felé megszállottságukat.
Mivel az otaku kultúrát a felnőttek gyakorta furcsának vélik, annak eredményeképp, hogy Akihabara ilyen nyilvánosan pártolja őket, több vita is támadt az idők folyamán.[forrás?] A médium természetéből kiindulva, és figyelembe véve, hogy az otakuk többsége férfi, Akihabara nem mentes a szexualizált női karakterek ábrázolásától. A cosplay és maid cafék tömkelege fiatal nők sokaságát helyezi abba a helyzetbe, hogy a férfi vendégektől kéréseket fogadjanak el, bár a nők mindehhez beleegyezésüket adják.
Akihabara szabadpiaci szerepe teret adott számos amatőr munkának, hogy szenvedélyes közönségre bukkanjanak a helyet gyakorta látogatók között. A dódzsinsi, vagyis az amatőr manga az 1970-es évek óta virágzik Akihabarában, amikor a kiadók úgy döntöttek, hogy ezekkel a mangákkal nem foglalkoznak, mivel nem megfelelőek nagyközönségi fogyasztásra. Ezek a dódzsinsik maguk is több esetben konfliktusforrássá váltak, mivel gyakran foglalkoznak olyan szexuális témákkal, mint például a jaoi.

## Vérfürdő Akihabarában

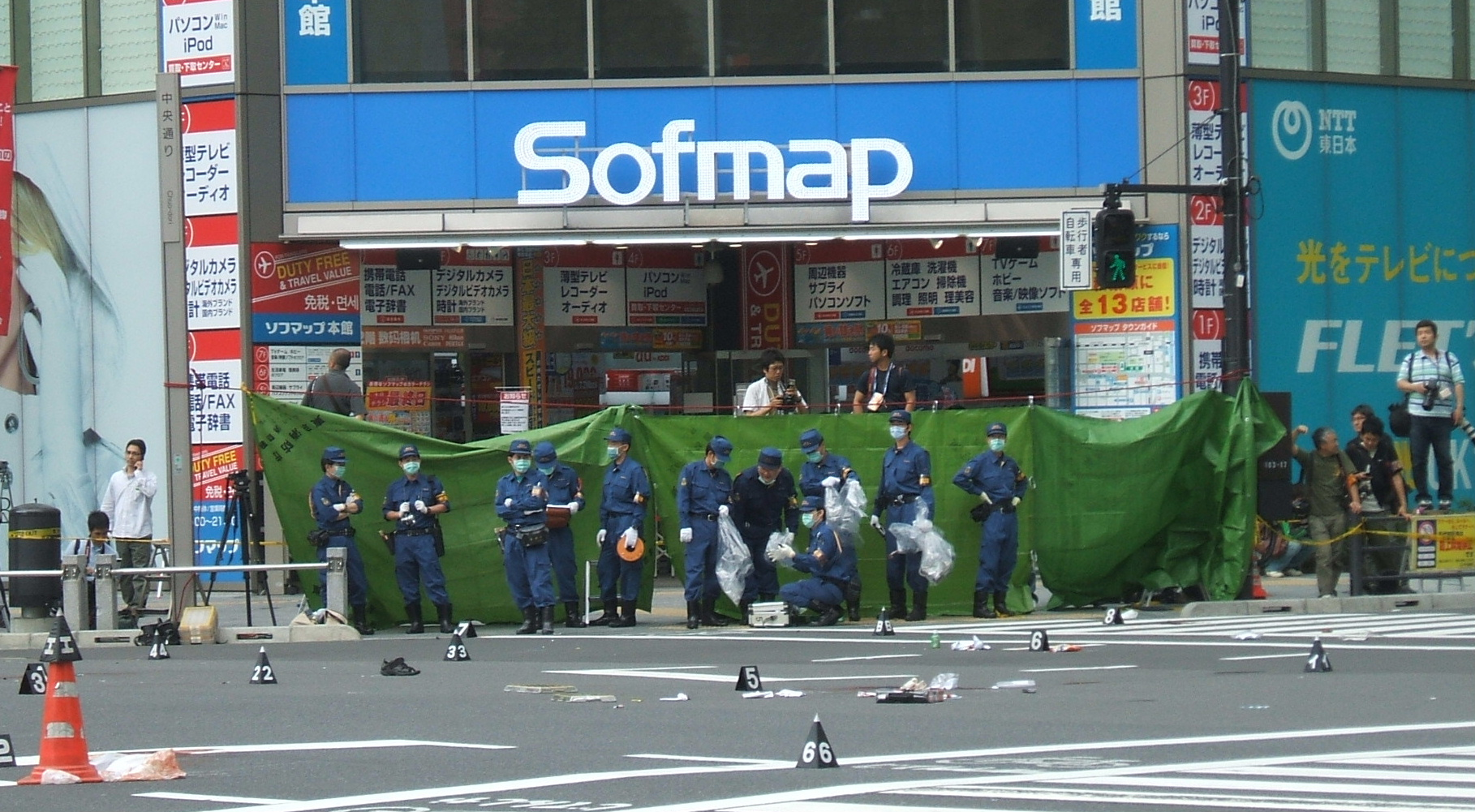
Az eset helyszíne

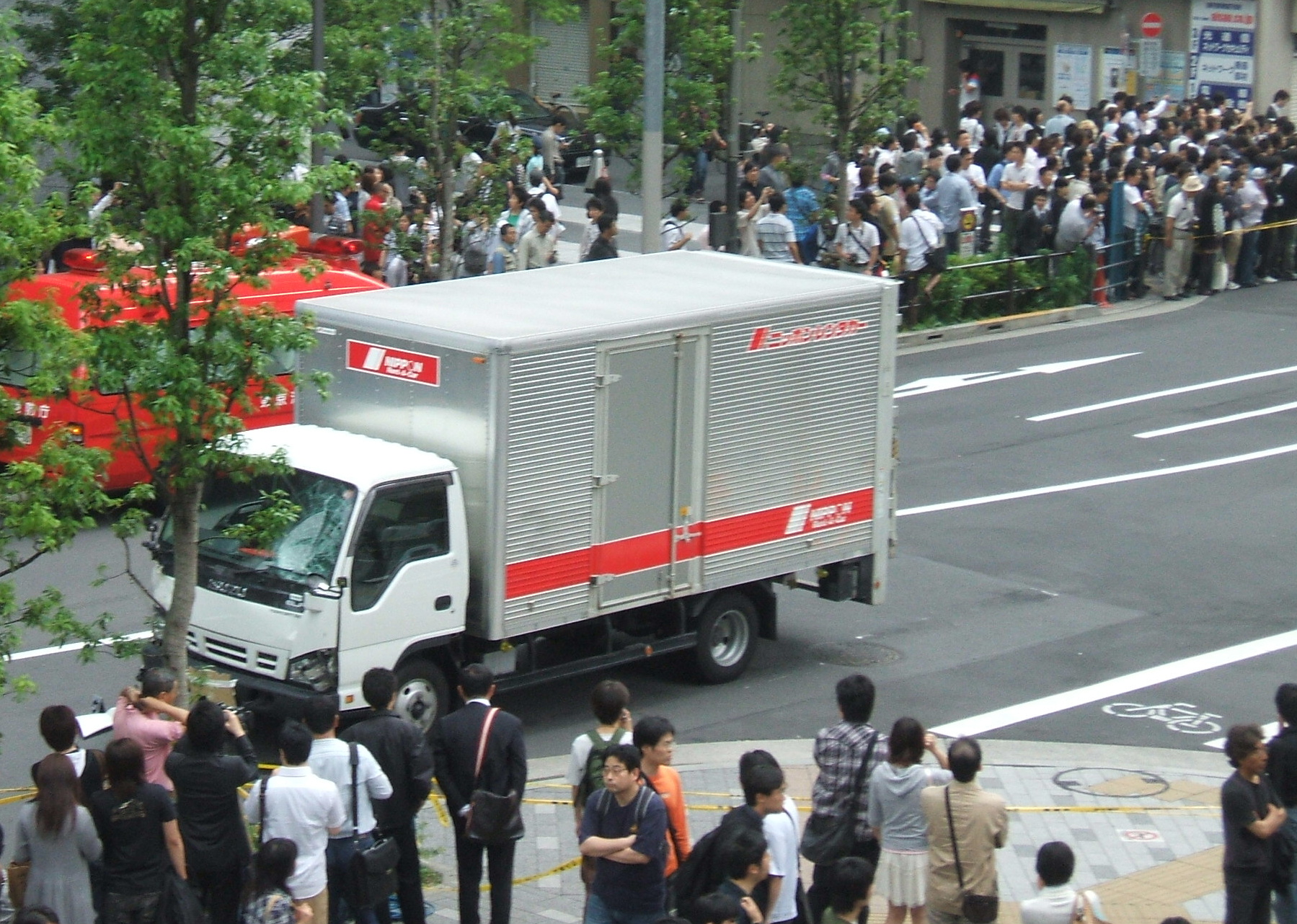
A bérelt teherautó, amivel a tömegbe hajtottak

2008. június 8-án egy 25 éves férfi, Tomohiro Kato egy bérelt teherautót vezetett az akihabarai tömegbe, majd ámokfutását késeléssel folytatta, összesen hét halálesetet és tíz sérülést okozva. Ez az esemény akihabarai vérfürdő néven vált ismertté.
Katót elmondása szerint egy internetes fórumon gyakran zaklatták, és tettével fel akarta hívni magára a figyelmet, ezáltal elérve, hogy abbahagyják a zaklatásokat. Bírósági meghallgatásán fontosnak tartotta megemlíteni azt is, hogy anyja igen szigorúan nevelte őt. Mint saját maga, tanárai és ismerősei nyilatkozataiból kiderül, általános iskolában kiemelkedett társai közül, középiskolában azonban elvesztette kiemelkedő szerepét, csökkent teljesítménye, ezzel egyidejűleg agresszívvá vált. A tettének elkövetése előtti hónapban közölt internetes bejegyzései arról tanúskodnak, hogy magányosnak, reménytelennek és értéktelennek érezte magát. A tettét megelőző közvetlen kiváltó okok egyike lehetett, hogy egy reggel nem találta helyén a munkaruháját, amiből ő azt gondolta, hogy nem látják szívesen munkahelyén. sőt, hogy el is akarják bocsátani. A mészárlás reggelén, miközben Tokióba tartott, telefonjáról felküldött üzeneteiben pontosan leírta, mire készül. Kato azt remélte, a rendőrség értesül ezekről a bejegyzésekről, és megállítja őt.
2010 januárjában Kato bűnösnek vallotta magát a gyilkosságokban, és bocsánatot kért áldozataitól és azok családjaitól. A tárgyalás során a bűnvádi eljáráskor sikerült bizonyítani, hogy felelős bűntetteiért, és a tokiói kerületi bíróság 2011 márciusában halálra ítélte. 2012 szeptemberében jóváhagyták a halálbüntetést, amelyet 2022 július 26-án végre is hajtottak.

## Fordítás
Ez a szócikk részben vagy egészben  az   Akihabara című angol Wikipédia-szócikk fordításán alapul.  Az eredeti cikk szerkesztőit annak laptörténete sorolja fel. Ez a jelzés csupán a megfogalmazás eredetét és a szerzői jogokat jelzi, nem szolgál a cikkben szereplő információk forrásmegjelöléseként.

## További információ
- Cosplay és Maid kávézók és társaik